# US-Punk

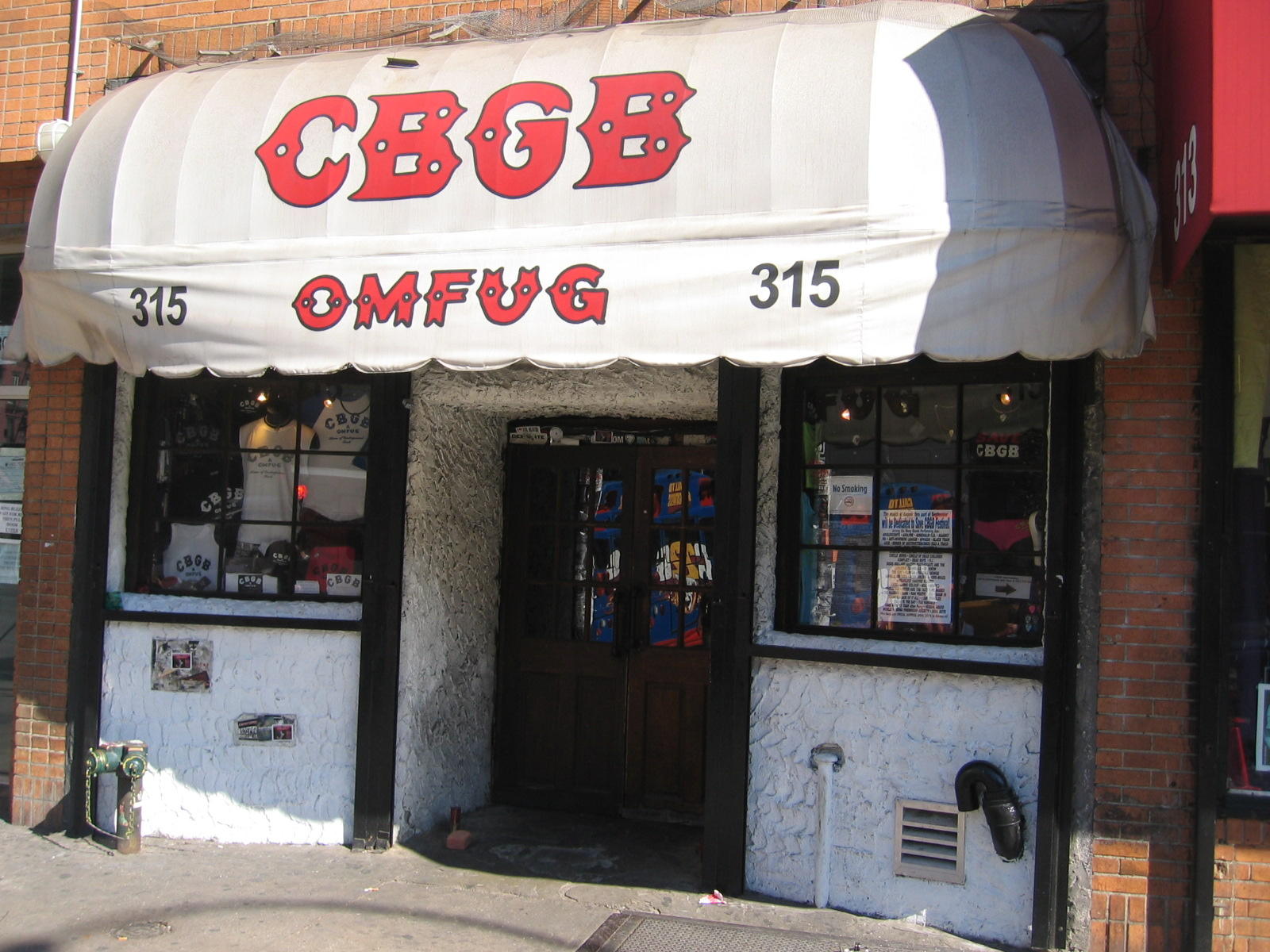
Das CBGB in New York – Keimzelle des Punkrock

US-Punk ist die Herkunftsbezeichnung für mehrere Stilrichtungen und Weiterentwicklungen des Punk, die seit den 1970er Jahren in den USA entstanden.

## Geschichte
Die Entwicklung des US-Punk begann in der ersten Hälfte der 1970er Jahre in New York City. Keimzellen dieser zunächst namenlosen Musikszene waren mehrere Musik-Clubs in Manhattan, die auch unerfahreneren Bands ohne Plattenvertrag Auftrittsmöglichkeiten gaben. Zu den bekanntesten dieser Clubs zählen Max’s Kansas City und CBGB.
Dort traten junge Rockbands auf, deren Musik durch größere Einfachheit, Ungeschliffenheit und Rauheit gekennzeichnet war als die Musik populärer Bands der Zeit. Bekannte Vertreter der Anfangszeit des US-Punk waren Television, The Heartbreakers, Richard Hell and The Voidoids, die Dead Boys, die Ramones, die Patti Smith Group sowie anfänglich auch die Band Blondie. Diese Gruppen waren mehrheitlich von der harten Rockmusik von Bands wie MC5, The Stooges und den New York Dolls aber teilweise auch vom Garage Rock der 1960er Jahre inspiriert.

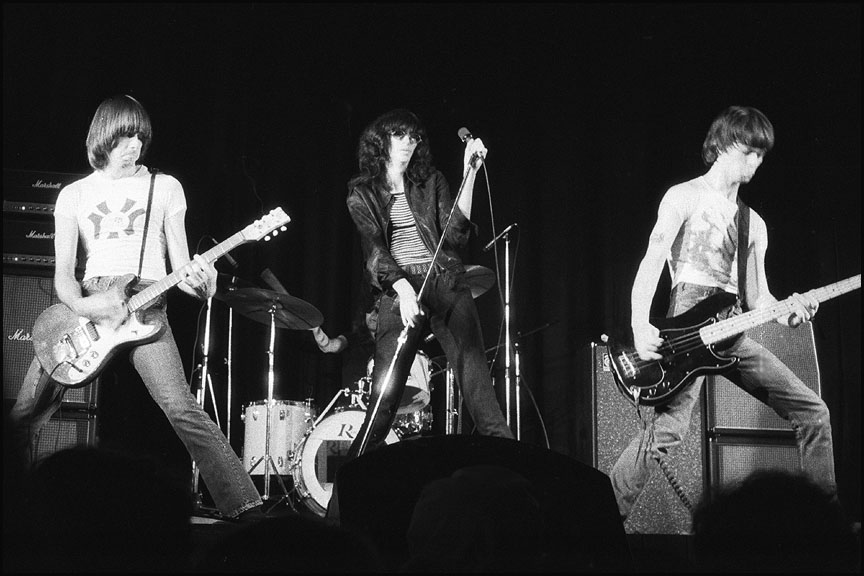
Ramones

Die Bezeichnung Punk erhielt die junge Underground-Musikszene durch das New Yorker Musik-Fanzine PUNK, das von Grafiker John Holmstrom und den Autoren Legs McNeil und Ged Dunn eigens gegründet worden war, um dieser Szene ein publizistisches Forum zu geben. Die Ausgaben des Fanzines enthielten Interviews, Konzertberichte, selbstgezeichnete Comics sowie Fotostorys über die Bands und Musiker der Szene.
Mit der Entstehung des Hardcore ab Anfang der 1980er Jahre begann sich der US-Punk aufzuspalten in zahlreiche stilistisch und ideologisch sehr verschiedene Bewegungen. Bedeutende Bands sind neben den Ramones die Dead Kennedys und die Cro-Mags. Eine wichtige Stilrichtung, die Anfang der 1980er Jahre entstand, war der typische Westcoast-Punk aus Kalifornien, der mit schnellen und energiegeladenen Songs schnell sehr beliebt wurde. Zu den wichtigsten Bands dieser Richtung und Zeit zählen unter anderem die Adolescents, Black Flag, TSOL, Fear, die Circle Jerks, Agent Orange, D.I. und auch die Dead Kennedys. Nachdem Bad Religion 1988 mit ihrem Album Suffer eine besonders melodische und schnelle Richtung des Punkrocks einführten, die auch als Skatepunk oder Melodycore bekannt wurde, kam es zu einer neuen Welle dieser Richtung und so entstand eine Art „Revival“ des US-Punks mit Bands wie NOFX, Pennywise, Lagwagon, Good Riddance oder No Use for a Name.

## Bands (Auswahl)
- Adolescents
- ALL
- Anti-Flag
- Bad Religion
- Big Drill Car
- Black Flag
- Circle Jerks
- Dead Kennedys
- Death by Stereo
- Descendents
- Distillers
- Face to Face
- Fugazi
- Good Riddance
- Green Day
- Hüsker Dü
- Lagwagon
- Fear
- Minor Threat
- New York Dolls
- Misfits
- Minutemen
- NOFX
- Pennywise
- Pulley
- Ramones
- Rancid
- Social Distortion
- Suicidal Tendencies
- Sex Pistols
- The Casualties
- Tiger Army
- TSOL
- Turbo A.C.’s
- U.S. Bombs